# バンビーノ・バンビーナ
「バンビーノ・バンビーナ」は、田村ゆかりの14枚目のシングル。2008年8月27日にキングレコードから発売された。

## 概要
全3曲収録。初回限定盤はスリーブケース・デジパック仕様で、「バンビーノ・バンビーナ」のミュージック・クリップを収録したDVDが付属されている。表題曲「バンビーノ・バンビーナ」は、「田村ゆかりのいたずら黒うさぎ」2008年8月〜2009年1月度オープニングテーマ及び日本テレビ『フライデーTVラボ』エンディングテーマ、3曲目の「100 CARAT HEART」は、同番組2008年8月〜2008年11月度エンディングテーマとして使用された。「夢見月のアリス」以来8作ぶり、期間にして4年ぶりにアニメタイアップから外れたシングルとなった。初動売上は前作を上回ったものの、2作ぶりのトップ10入りとはならなかった。

## 収録曲
（全作詞：ふじのマナミ）
1. バンビーノ・バンビーナ [5:00] 
作曲・編曲：太田雅友
  - 日本テレビ『フライデーTVラボ』エンディングテーマ
  - 文化放送「田村ゆかりのいたずら黒うさぎ」2008年8月〜2009年1月度オープニングテーマ
2. 100 CARAT HEART [3:27] 
作曲・編曲：太田雅友
  - 文化放送『田村ゆかりのいたずら黒うさぎ』2008年8月 - 2008年11月度エンディングテーマ
3. ラブリィ レクチャー [4:31] 
作曲：磯崎健史、編曲：川端良征、磯崎健史

## 収録アルバム
| 曲名                   | 収録アルバム       | 発売日       | 備考                  |
| ---------------------- | ------------------ | ------------ | --------------------- |
| バンビーノ・バンビーナ | 『木漏れ日の花冠』 | 2009年2月4日 | 7thオリジナルアルバム |